# Агунг а тамланг
Агунг а тамланг е филипински музикален перкусионен инструмент от групата на идиофонните инструменти.
По устройство прилича много на слит-дръма. Представлява куха бамбукова пръчка с нарез, като дължината на пръчката и дълбочината на нареза определят тона на инструмента.